# Springe
Springe är en stad i Region Hannover i förbundslandet Niedersachsen i Tyskland.